# Chondrostegoides
Chondrostegoides is een geslacht van vlinders van de familie spinners (Lasiocampidae).

## Soorten
- C. capensis Aurivillius, 1905
- C. jamaka Zolotuhin, 2007
- C. magna Zolotuhin, 2007
- C. murina (Aurivillius, 1927)
- C. nobilorum Zolotuhin, 2007
- C. ruficornis (Aurivillius, 1921)